# شهرستان اسکمنیا (واشینگتن)
شهرستان اسکمنیا، واشینگتن (به انگلیسی: Skamania County, Washington) یک شهرستان در ایالات متحده آمریکا است که در ایالت واشینگتن واقع شده‌است.

## خصوصیات
شهرستان اسکمنیا ۴٬۳۵۸٫۹۷ کیلومترمربع مساحت دارد.